# Јован Оливер
Јован Оливер (рођен око 1310. године, умро после 1356. године) био је српски велможа који је у доба Стефанa Душана (краљ 1331—1345, цар 1346—1355) владао областима око Овчег Поља и уз леву обалу Вардара (данас Северна Македонија) са титулама великог војводе, севастократора и од проглашења Српског царства деспота. Био је један од најзначајнијих Душанових војсковођа током његових освајања Македоније и Тесалије, да би у време Царства био један од најмоћнијих властелина. За свог живота је подигао своју задужбину манастир Лесново код Злетова у коме је и сахрањен. После његове смрти, његове поседе су међусобно разделили околни српски великаши (Мрњавчевићи и Дејановићи) током распада српског царства, тако да за његових шест синова није остало ништа на управу.
Јован Оливер је један од најмоћнијих и најбогатијих феудалаца у српском царству за време цара Душана. Његови феудални поседи налазили су се у источној Македонији и поседовао је руднике Саша и Злетово. Јавља се као ктитор неколико цркава и манастира у Македонији.

## Порекло и породица
Јован Оливер је био син властелина Грчина који је имао поседе негде у краљевини Србији. Није познато да ли је Грчин имао још деце осим Оливера. Сам Оливер је био ожењен Маром (Аном Маријом) са којом је имао седморо деце: Даницу, (била верена за деспота Манојла Кантакузина, гувернера Мореје и млађег сина цара Јована VI Кантакузина), Крајка, Дамјана, Видослава, Дабижива, Русина и Оливера, али су сви они у тренутку његове смрти били малолетни, тако да су његови поседи раздељени између суседних српских великаша Мрњавчевића и Дејановића.
У историјској науци, порекло деспота Јована Оливера, као и порекло многих средњовековних феудалних владара у Македонији, није до краја разјашњено. У науци постоји неколико претпоставки о његовом пореклу, а једни истичу да је био западног порекла, а други га повезују са византијском породицом Ливерос и сматрају га Грком.
У старијој литератури постојало је мишљење да је Оливер брат чувеног севастократора и деспота Дејана, који је био Оливеров сусед на североистоку, али у новијој литератури таква мишљења су одбачена.
Насупрот оваквим ставовима, део македонских историчара сматра да је Оливерово порекло домаће и везују његово порекло са Македонијом.
Поред ових ставова, истиче се да је могуће да је пре српских упада у источну Македонију деспот Јован Оливер био византијски феудалац који се одрекао византијске централне власти и потчинио краљу Стефану Душану, те је тако овај део Македоније брзо пао под власт српског владара.
Најприхваћенија теорија је да су деспот Јован Оливер и његов отац војвода Грчин били Срби, феудалци у држави Немањића.

## Младост
Први поуздани подаци о Оливеру потичу из времена цара Стефана Душана, када се 28. јуна 1336. године, пред дубровачким кнезом појавио Никола Фалетра:
"Оливер Грчинић, барон краља Рахшке и муж од Карвиде"
Оливерово име се помиње приликом преговора који су вођени 1336 - 1337. године, између византијског цара Андроника III Палеолога и краља Стефана Душана, а тада се највероватније Оливер спријатељио са великим доместиком Јованом Кантакузином. Његова каријера се са сигурношћу може пратити у периоду од 1336. до 1355. године.

## Оливерова улога у држави цара Душана Силног
Није познато како се Оливер уздигао међу велику господу српску, али је за то највероватније имао да захвали својим војним способностима пошто се у историјским изворима први пут помиње са титулом великог војводе, која није била наследна и носиле су је војсковође. Он је већ 1342. године, имао значајан положај, јер је био један од присутних на састанку одржаном током јула у Приштини, на коме је склопљен пакт између краља Душана и византијског претендента Јована Кантакузина (1347—1354). Он и велики жупан Вратко су предводили српске снаге које су помагале Јовану Кантакузину у неуспешним опсадама Сера. Због заслуга у Душановим освајањима, награђен је титулом севастократора, да би највероватније приликом проглашења Царства у Скопљу на Ускрс 16. априла 1346. године, са делом српске властеле уздигнут на ниво деспота, иако се са том титулом помиње у изворима тек 1349. године. Том приликом му је дозвољено и да кује сопствени новац, што довољно говори о снази његовог положаја у Царству. Међутим, он је и поред тога остао веран сарадник цара Душана Силног о чему сведоче и фреске у Оливеровој задужбини манастиру Лесново код Злетова, посвећеног архангелу Михаилу.
Није познато када и како је деспот Јован Оливер Грчинић умро, али се то догодило вероватно непосредно после Душанове смрти, јер се његово име не помиње, у каснијим дешавањима у којима је дошло до распада српског царства током владавине цара Уроша (1355—1371).

### Статус
Цар Јован VI Кантакузин истиче да су у краљевини Стефана Душана била 24 најутицајнија великаша, а међу њима је био најмоћнији Јован Оливер. Имао је релативни суверенитет који је дат такозваним крајишницима који су били заставници пограничних области и имали ширу политичку иницијативу за одбрану граница.
Оливер је добро напредовао у српском краљевству и за кратко време прошао све чинове у српској дворској хијерархији, почевши од команданта копнене војске па до деспотске титуле.
Током српских освајања у Источној Македонији, Оливер је у њима имао истакнуто учешће и то му је помогло да постане један од најближих и најутицајнијих феудалаца цара Стефана Душана.
Јован Оливер је 1341. године, као велики слуга, самостално запосео неке области у Македонији, а део византијских феудалаца око Кочана није се предао српском владару, већ Оливеру лично.
Богатство које је имао као и највиша деспотска титула, после српског цара, коју је временом стекао, омогућили су му да има већу самосталност у српској царевини у односу на друге феудалце, као и да прави планове од личног интереса.
По свему судећи, Јован Оливер је био исувише моћан и војно јак да би се задовољио улогом обичног слуге српске државе. И пре него што је добио деспотску титулу, Оливер је имао свој административни систем, другачији од српског владара, његови сопствени вазали и његов народ су имали двоструко вазалство.
Они су третирани прво као људи Оливера, а потом и српског владара. Односно, Јован Оливер је имао своје феудалце који су му били потчињени, као што је Иван Пробиштиповић.

### Титуле
У повељи од 7. децембра 1336 – 1337. године, издатој цркви светог Димитрија у Кочанима, Јован Оливер је потписан као:
"велики слуга све српске земље и мора"
Ова племићка повеља једина је забележена према владарском обрасцу и са крстовима на почетку текста и пре потписа Јована Оливера.
Године 1341. у натпису из Лесновског манастира помиње се Јован Оливер са титулом великог војводе, а ова титула се помиње и у ктиторском натпису из Леснова. На монограму у куполи обновљене цркве манастира у Леснову наведен је Јован Оливер са титулом севастократор.
Са титулом деспота први пут се помиње у Повељи цара Душана манастира Лесново где стоји
"и подари деспот царства ми".

### Однос са централном влашћу
Односи деспота Јована Оливера са централном влашћу, односно са српским царем Стефаном Душаном, личили су на односе сизерена – вазал, а према неким научницима постоји, иако не сасвим видљива, тростепена хијерархијска зависност између владара, феудалаца. властелина и потчињених владара, односно Душан није могао директно да наметне своју власт над феудалцима који су се покоравали Оливеру, а он је то чинио преко њега. У прилог овој тврдњи Х. Матанов помиње начин на који су српски владар и деспот Јован Оливер представљени на фрескама из манастира Лесново.

### Поседи
Постоје различити прикази локације Оливерове имовине. Око 1336. године у Злетову и Овчем Пољу шире се поседи великог слуге Јована Оливера. Године 1341. држао је област око Кочана, а према Ј. Павловића у Малешевском је за Душаново време управљао велики војвода Јован Оливер. Матанов истиче да границе Оливерових властелинстава нису тачно одређене, али су се вероватно протезале између река Пчиње, Вардара, Брегалнице и Осоговских планина, а после Хрељине погибије део његових земаља вероватно је преузео деспот Оливер.

### Богатство
Деспот Јован Оливер је био богат феудалац. Према причама цара Јована VI Кантакузина, њих двојица су 1342. године имали састанак на којем га је деспот Јован Оливер сачекао са 2.000 војника и одвео у своју палату где га је угостио три дана. О богатству овог феудалца сведочи и оснивање Лесновског манастира, коме је дао многа имања, укључујући винограде, воденице, цркве, а манастир је снабдевен иконама окованим златом и сребром. Извор овог богатства су у великој мери били рудници Саса и Злетово, који су се налазили на његвој територији, а ту су радили чувени саски рудари. Деспот Оливер је сигурно убирао приходе од поданичког становништва и у новцу и у натури по средњовековном закону.

### Ктиторство
Деспот Јован Оливер се јавља као ктитор више цркава и манастира у Македонији. Манастиру светог Димитрија је 1337. године поклонио цркву у Кочанима са околним селима и народом.
Почетком 40-их година XIV века обновио је храм светог светог Гаврила Лесновског је постао његов оснивач заједно са супругом деспином Аном - Маријом и децом.
Портрет деспота Јована Оливера и његове породице насликани су као ктитори на нараклису светог Јована Претече у саборној цркви свете Софије у Охриду, што је изазвало извесну забуну међу историчарима. Наиме, у средњем веку била је пракса да се села и имања поклањају манастирима и црквама које се налазе на територији феудалног ктитора, а не ван те територије.
У овом случају се зна да се Оливерове феудалне територије налазе у Источној Македонији, па се поставља питање зашто се деспот Јован Оливер и његова породица јављају као ктитори цркве свете Софије - тако далеко од својих поседа.
Постоје две тачке гледишта о овом питању; да је пореклом из тог дела Македоније или да то указује на његово велико богатство као и на могући покушај јачања свог утицаја преко Охридске архиепископије.

## Смрт
Последњи непосредни податак о деспоту Јовану Оливеру је 1354. године када се помиње у писму папи Инокентију VI као један од блиских људи српског цара. После ове године деспот Оливер се више не помиње у документима и шта му се догодило може се само нагађати.
Наиме, он је или умро убрзо после овог датума или се повукао из световног живота као велики сплеткарош Јован Каливит. Неки историчари на основу низа новчића претпостављају да је деспот Јован Оливер надживео цара Стефана Душана, али то није потврђено.
После смрти српског цара Стефана Душана, синови севастократора Дејана помињу су се као феудалци на територији деспота Јована Оливера.